# Radoš Šešlija
Radoš Šešlija (in serbo Радош Шешлија?; Belgrado, 4 febbraio 1992) è un cestista serbo.